# 数え上げの積の法則

The elements of the set {A, B} can combine with the elements of the set {1, 2, 3} in six different ways.

初等組合せ論における積の法則（せきのほうそく、英: rule of product）あるいは乗法原理 (multiplication principle) は基本的な組合せ原理（数え上げの基本原理）の一つである。それは、簡単に言えば「ある場合が a 通り、別のある場合が b 通りあるとき、それらを同時に行う場合は a⋅b 通りある」ことを述べるものである。

## 例
{A, B, C} から一つと {X, Y} から一つを選ぶことは、{AX, AY, BX, BY, CX, CY} を一つ選ぶことである。
この例では、積の法則は 3 × 2 = 6 と表すことができる。
この例における集合 {A, B, C} および {X, Y}は互いに交わらないが、それは必要なことではない。
例えば、{A, B, C} から一つ選び、再度同じ集合から一つ選ぶとすれば、それは {A, B, C} の要素からなる順序対を選ぶことと理解されるから、3 × 3 = 9 通りになる。
別な例として、ピザの注文で生地の種類を薄いか厚いかの 2 種類と、トッピングをチーズ・ペペロニ・ソーセージの 3 種類から選べるとすると、積の法則を用いれば、ピザの注文方法が 2 × 3 = 6 通り可能であるとわかる。

## 応用
集合論において、乗法原理は基数の積の定義に用いられる。集合の濃度に関して {\displaystyle |S_{1}|\cdot |S_{2}|\cdots |S_{n}|=|S_{1}\times S_{2}\times \cdots \times S_{n}|} が成り立つ（右辺の × はデカルト積演算である）。これらの各集合は有限集合である必要はなく、またこれら因子の数が有限個である必要もない。

## 関連概念
数え上げの和の法則はもう一つの数え上げの基本原理である。簡単に言えば「ある場合が a 通り、別のある場合が b 通りで、それらを同時に行うことがないならば、それらの場合は a + b 通りある」ことを述べるものである。